# Telêmaco Borba (gemeente)
Telêmaco Borba is een gemeente in de Braziliaanse deelstaat Paraná. De gemeente telt 77.276 inwoners (schatting 2017).

## Aangrenzende gemeenten
De gemeente grenst aan Curiúva, Imbaú, Ortigueira, Tibagi en Ventania.